# Sommerfestspiele Landestheater Oberpfalz
Die Sommerfestspiele Landestheater Oberpfalz zählen mit jährlich 6–8 Neuproduktionen und Wiederaufnahmen in rund 70 Vorstellungen und über 25.000 Zuschauern zu den größten Theaterfestspielen Bayerns. Deren Veranstalter, das Landestheater Oberpfalz (LTO), ist das zweitgrößte Theater der Region. Der Spielplan der Sommerfestspiele bietet Theater verschiedener Facetten und besteht aus klassischem und modernem Sprechtheater, Kinder- und Jugendtheater, bayerischem Volkstheater sowie Musicals und Operetten.
Die Sommerfestspiele Landestheater Oberpfalz wurden von 1982 bis 2009 von der Stadtbühne Vohenstrauß unter dem Namen Burgfestspiele Leuchtenberg veranstaltet. 2010 übernahm die  neu gegründete Landestheater Oberpfalz GmbH, eine Tochtergesellschaft der Stadtbühne Vohenstrauß, die Umsetzung der Festspiele und baute sie sukzessiv aus.
Die Großzahl der Veranstaltungen findet im Hauptspielort, dem Innenhof der Burgruine Leuchtenberg als Freilichttheater statt. Die Zuschauerplätze sind überdacht. Neben dem Hauptspielort Leuchtenberg ist das Schloss Friedrichsburg in Vohenstrauß eine weitere Spielstätte für Jugendstücke und Kammerspielproduktionen. Weitere regelmäßige Spielorte sind die Naturbühne Schönberg in Grafenwöhr, das Freilandmuseum Oberpfalz, die Burgruine Waldeck und weitere.
Durch die stetige Erweiterung der Spielorte über die Hauptspielstätte der Burg Leuchtenberg hinaus, und um der gestiegenen Bedeutung der Festspiele für die Region gerecht zu werden, wurden die Burgfestspiele Leuchtenberg 2020 – zum 10-jährigen Bestehen des Landestheaters – in Sommerfestspiele Landestheater Oberpfalz umbenannt.